# EFS-kyrkan i Eslöv
EFS-kyrkan i Eslöv byggdes 1903 under namnet Ebenezer. Kyrkan, som tidigare ägdes av EFS missionsförening i Eslöv och numera av det lokala byggföretaget BA Bygg, ligger i centrala Eslöv och användes för gudstjänster och annan kyrklig verksamhet fram till 2005, då föreningen genom ett samarbete med Eslövs Missionsförsamling flyttade all verksamhet till Missionskyrkan i Eslöv. Under åren 2009 och 2010 renoverades huset och innehåller nu förskolelokaler på nedre plan och lägenheter på övre plan.

## Historia
I slutet av 1860-talet uppförde spannmålshandlaren Petter Olsson, konsul Olsson, magasinsbyggnader i hörnet Östergatan-Kvarngatan. I brist på andra lokaler höll Evangeliska Fosterlandsstiftelsen andaktsstunder i en av magsinslokalerna.
I början av 1870-talet byggdes ett hus på norra sidan av Östergatan strax öster om banporten. Insamlade medel samt bidrag från Petter Olsson finansierade bygget. I halva huset fanns affärslokaler och i andra halvan predikolokalen som allmänt kallades "Konsul Olssons sal".
1878 skedde en utbrytning och med Nils Johnsson som ordförande bildades Eslövs Missionsförening som tillhörde Svenska Missionförbundet. TIll ordförande i Lutherska Missionsföreningen, som tillhörde Evangeliska Fosterlandsstiftelsen, valdes Carl-Peter Sahlin. Varannan söndag hade Lutherska Missionföreningen möte i lokalen och varannan söndag Missionsföreningen.
På grund av olika uppfattningar i nattvardsfrågan splittrades Missionsföreningen och under en tid fanns två Missionsförsamlingar i Eslöv. 1895 gick de åter samman under namnet Missionsföreningen Betel som 1897 invigde Betelkyrkan vid Kvarngatan. 1903 uppförde även Lutherska Missionsföreningen en egen predikolokal, Ebenezer-kapellet. Samma år utvidgades bangården och det gamla missionhuset vid Östergatan revs.
Sedan huset renoverats huserar sedan hösten 2010 den privata förskolan Förskolan Kluringen på husets bottenvåning.